# Vivente rege
Vivente rege (łac. "za życia króla") – łacińskie określenie odnoszące się do elekcji i koronacji królewskiej dokonanej za życia poprzedniego króla . W przypadku wyboru na tron cesarski, mówi się czasem o elekcji vivente imperatore (za życia cesarza). Zazwyczaj dokonywano jej na wniosek samego władcy, który dążył do zapewnienia sukcesji swym potomkom.
We Francji po 987 roku stosowana konsekwentnie elekcja vivente rege doprowadziła do przekształcenia się monarchii elekcyjnej w dziedziczną: sukcesja syna panującego króla stała się po prostu oczywista.
W Rzeszy Niemieckiej cesarze z dynastii saskiej, salickiej, Hohenstaufów, Luksemburgów i Habsburgów kilkanaście razy stosowali praktykę elekcji vivente rege (imperatore). Ponieważ elekcja vivente rege umacniała pozycję dynastii w systemie politycznym Rzeszy i mogła prowadzić do wprowadzenia monarchii dziedzicznej, została zakazana przez Złotą Bullę Karola IV oraz traktat westfalski. Zakaz nie był przestrzegany, jednak książęta niemieccy stanowczo przeciwstawiali się projektom wprowadzenia dziedziczności tronu.
W Polsce po śmierci Władysława III Warneńczyka królów wybierały zjazdy szlacheckie. Uznano, iż elekcji powinno dokonywać, po śmierci poprzedniego władcy, zgromadzenie, w którym wziąć udział mógł każdy szlachcic. Podczas obrad sejmu walnego w Piotrkowie, 18 grudnia 1529 roku król Zygmunt I Stary i królowa Bona nakłonili posłów i senatorów do wybrania ich syna, Zygmunta Augusta, na króla Polski jeszcze za życia panującego ojca. 20 lutego 1530 roku Zygmunt August został koronowany na Wawelu przez prymasa Polski Jana Łaskiego i, formalnie, współrządził wespół z ojcem. Taki sposób rozstrzygnięcia o sukcesji wywołał ostry sprzeciw sporej części szlachty, wobec czego już podczas sejmu koronacyjnego Zygmunt Stary musiał zapewnić, iż elekcja następcy Zygmunta Augusta odbędzie się według tradycyjnych zasad. 
Artykuły henrykowskie w punkcie 1 zabraniały obranemu władcy mianować, ani obierać, ani obierania iakiego składać żadnym sposobem, ani kształtem wymyślonym, Krola na Państwo, sukcessora naszego, wsadzać.
Pod koniec panowania Jana Kazimierza projekt elekcji vivente rege wysunęła jego żona, królowa Ludwika Maria Gonzaga. Spory o osobę kandydata do sukcesji (mimo deklarowanego zachowania swobody wyboru dwór potajemnie nakłaniał magnatów do podpisywania skryptów o wykluczeniu kandydatów krajowych) doprowadziły jednak do wybuchu rokoszu Lubomirskiego i ostatecznego odrzucenia reformy w 1666 roku.
Sejmiki wybierając w listopadzie 1790 nowych posłów na Sejm Wielki w większości przystały na elekcję vivente rege Fryderyka Augusta, na ogół odrzucając równocześnie projekt tronu dziedzicznego. Konstytucja 3 maja wprowadzała tron elekcyjnym przez familie, z braku męskich potomków elektora następcą miał być jego zięć za zgodą stanów zgromadzonych, córce jego dobrany (...) zachowując przy narodzie prawo, żadnej preskrypcyi podpadać nie mogące, wybrania do tronu drugiego domu po wygaśnieniu pierwszego (art. VII), co 25 lat miano rozważać poprawki do Konstytucji (art. VI). W lutym 1792 sejmiki w większości poparły Konstytucję.